# Nilodorum nigropuncatum
Nilodorum nigropuncatum är en tvåvingeart som först beskrevs av Freeman 1957.  Nilodorum nigropuncatum ingår i släktet Nilodorum och familjen fjädermyggor. Inga underarter finns listade i Catalogue of Life.